# Cabo Ruivo (Metro de Lisboa)
Cabo Ruivo es una estación de la línea Roja del metro de Lisboa, Portugal, inaugurada el 18 de julio de 1998 como parte de la extensión de la línea hasta Oriente para servir a la Expo '98.
La estación fue diseñada por los arquitectos Duarte Nuno Simões, Nuno Simões, João Santa-Rita y José Santa Rita, con intervenciones artísticas de David de Almeida sobre una temática prehistórica.
Está equipada para atender a pasajeros con movilidad reducida y dispone de ascensores y escaleras mecánicas.
Funciona todos los días del año, de 06:30 a 1:00.
Cabo Ruivo es una de las seis estaciones inauguradas en 1998 (además de la remodelación de Alameda) en la creación de la línea Roja para alcanzar a la zona de Parque las Naciones con motivo de la Exposición Especializada de Lisboa (Expo '98) que comenzó el 22 de mayo. Tanto el nuevo tramo de la línea como las estaciones Olaias, Bela Vista, Chelas y Oriente (que entonces se convertía en estación terminal de la línea Roja) estuvieron operativas a tiempo. Sin embargo, Cabo Ruivo se abrió al público el 18 de julio de 1998 y Olivais recién el 7 de noviembre de ese mismo año.